# 제이크 빌라디
제이크 빌라디(영어: Jake Bilardi, 1996년 ~ 2015년 3월 11일)는 아부 압둘라 알오스트랄리(영어: Abu Abdulla al-Australi)라는 이름으로 활동한 이라크 및 시리아 일대 테러 조직 이슬람 국가(IS)의 오스트레일리아 출신 조직원이다.
16세때 이슬람교로 개종하였으며 2014년 8월 오스트레일리아 정부에 의해 이라크와 시리아 지역으로 출국한 것으로 확인되어, 2개월 후인 10월 여권이 취소되었다.
2015년 3월 이라크 안바르 주 라마디에서 차량 자살 폭탄 테러를 감행하여 사망하였으며, 테러로 인해 10명이 숨지고 30명이 부상했다.